# Casa Verdi
Casa Verdi è una casa di riposo per cantanti e musicisti che abbiano compiuto 65 anni di età, fondata da Giuseppe Verdi il 16 dicembre 1899 e situata a Milano in piazza Buonarroti al civico 29. La Casa è di proprietà della Casa di Riposo per Musicisti - Fondazione Giuseppe Verdi alla quale il Maestro ne fece dono prima della morte. "L’ammissione degli ospiti è deliberata dal Consiglio, avuto riguardo all’età, ai bisogni e ai meriti artistici".
La struttura venne eretta in stile neogotico dall'architetto Camillo Boito, fratello del celebre musicista Arrigo, amico del Maestro Verdi. Nella cripta annessa alla Casa riposano lo stesso Verdi e la seconda moglie Giuseppina Strepponi.
Dal 1998 la Fondazione, per realizzare l'integrazione tra musicisti di diverse generazioni, ha provveduto a estendere la sua ospitalità, oltre che ai musicisti più anziani, anche ai giovani studenti di musica che siano meritevoli e bisognosi e che frequentino scuole di musica riconosciute nella città di Milano. La Casa è visitabile, con ingresso libero e gratuito, grazie alla collaborazione dei volontari per Il Patrimonio Culturale del Touring Club Italiano. Il salone principale della Casa è ornato da due mobili di stile neomoresco, opera dell’ebanista Giuseppe Parvis.

## Storia
Negli ultimi della sua vita Verdi scriveva all'amico scultore Giulio Monteverde:

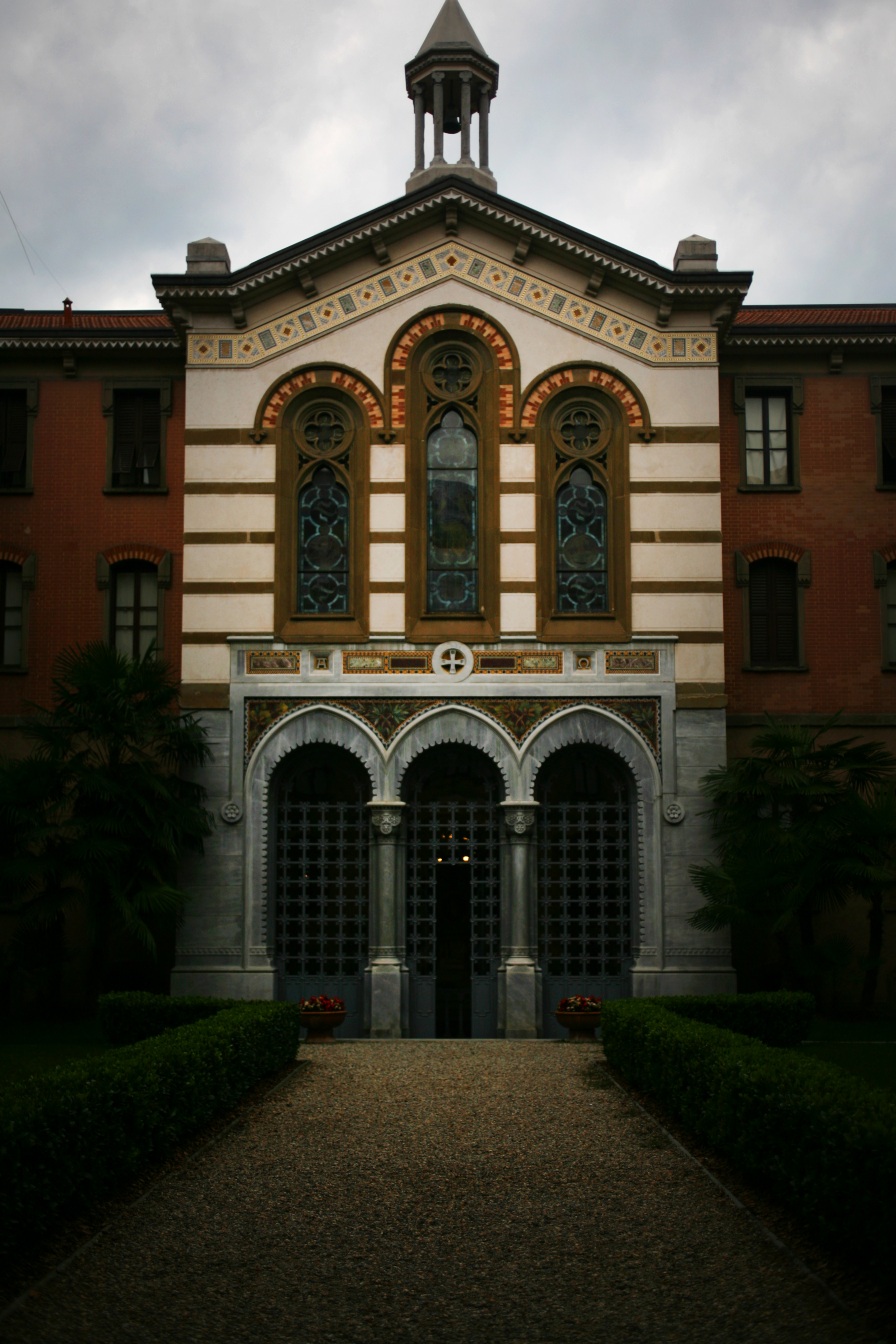
La cripta dove riposano Verdi e la Strepponi

Nel 1888 Verdi aveva già fatto realizzare non lontano dalla sua tenuta di Villanova sull'Arda un ospedale attrezzato per la popolazione locale. L'anno successivo, egli diede inizio al proprio progetto filantropico, una casa di riposo per cantanti e musicisti che si trovassero in condizioni disagiate. Nel 1889 egli scrisse all'editore milanese Giulio Ricordi che aveva acquistato un grande appezzamento di terra incolta a Milano, fuori porta Magenta, dove aveva intenzione di erigere la casa di riposo. Egli annunciò dunque la propria intenzione a partire dal 1891 con un'intervista alla Gazzetta Musicale di Milano.
La costruzione non iniziò però che nel 1896 anche se Verdi e la moglie Giuseppina incontrarono diverse volte l'architetto per rivedere insieme il progetto e migliorarlo sempre più. Nel 1895 Verdi fece testamento e stabilì che i proventi delle sue opere sarebbero serviti per pagare l'erezione della casa dopo la sua morte. La struttura venne completata nel 1899, ma Verdi per non apparire vanaglorioso non volle che alcun musicista vi mettesse piede sino al giorno della sua morte, avvenuta poi nel 1901.
I primi ospiti giunsero nella struttura il 10 ottobre 1902 (data dell'89º genetliaco del Maestro) e da allora Casa Verdi ha accolto circa mille artisti negli ultimi anni della loro vita.
Giuseppe Verdi è sepolto nella cappella della casa, accanto alla moglie Giuseppina Strepponi.
Nella Casa vennero girate alcune scene del film Il bacio di Tosca realizzato nel 1984 dal regista svizzero Daniel Schmid.

## Residenti notabili
- Luigi Ricci-Stolz
- Carlo Broccardi
- Sara Scuderi
- Aristide Baracchi
- Piero Soffici[4]
- Leonello Bionda[5]
- Angelo Lo Forese[6]
- Elisa Pegreffi
- Maria Monti[7]